# 2012 XE133
2012 XE133 — астероид класса атонов, сближающийся с Землёй, являющийся временным коорбитальным спутником Венеры.

## Обнаружение, орбита и физические характеристики
2012 XE133 впервые наблюдался 12 декабря 2012 года Дж. А. Джонсоном в рамках обзора Catalina Sky Survey. По состоянию на март 2013 года астероид наблюдался 102 раза, дуга наблюдений составила 28 дней. Большая полуось орбиты астероида равна 0,72 а.е., приблизительно такое значение имеет большая полуось орбиты Венеры. Эксцентриситет орбиты равен 0,4332, наклон орбиты составляет 6,7°. Абсолютная звёздная величина равна 23.4, оценка диаметра составляет 62—138 метров.

## Динамическое состояние квази-спутника и эволюция орбиты
2012 XE133 считается коорбитальным спутником Венеры, находящимся на переходной траектории между точками Лагранжа L5 и L3 для Венеры. Помимо расположения в коорбитальной с Венерой конфигурации астероид пересекает орбиты Меркурия и Земли. 2012 XE133 находится вблизи резонанса с Меркурием, Венерой и Землёй. Динамическая эволюция на малых временных масштабах похожа на эволюцию других коорбитальных спутников Венеры, 2001 CK32 и 2002 VE68.

## Потенциально опасные астероиды
2012 XE133 был включён в список потенциально опасных астероидов Центром малых планет, поскольку астероид периодически сближается с Землёй на расстояние менее  0,05 а.е., но затем был исключён из списка. 30 декабря 2028 года астероид подойдёт к Земле на расстояние 0,0055 а.е.

## Сближения
| дата             | а. е.    | расстояний до Луны | небесное тело |
| ---------------- | -------- | ------------------ | ------------- |
| 22.04.1912 19:59 | 0,047936 | 18,7               | Меркурий      |
| 24.12.1924 17:30 | 0,041219 | 16,1               | Земля         |
| 29.12.1932 22:28 | 0,014170 | 5,52               | Земля         |
| 04.09.1935 11:39 | 0,048175 | 18,8               | Меркурий      |
| 23.03.2013 1:24  | 0,047730 | 18,6               | Меркурий      |
| 27.12.2020 3:31  | 0,029955 | 11,7               | Земля         |
| 30.12.2028 8:27  | 0,006739 | 2,63               | Луна          |
| 30.12.2028 13:53 | 0,008377 | 3,26               | Земля         |